# Iglesia de Santa María la Mayor (Híjar)
La iglesia de Santa María la Mayor en Híjar (Provincia de Teruel, España), originalmente se trataba de una iglesia gótico-mudéjar con nave única de un tramo cubierta con bóveda de crucería y ábside poligonal con contrafuertes exteriores. Su construcción comenzó en el siglo XIV, aunque sufrió reformas tanto en el siglo XVI como en el siglo XVIII. 
Las reformas renacentistas consistieron en la ampliación de un tramo en la nave, la construcción de varias capillas laterales y la sustitución de las cubiertas, mientras que las barrocas consistieron en la transformación de las capillas laterales en pequeñas naves, a las que se adosaron nuevas capillas y la construcción de la fachada occidental y la torre. 
La fábrica es de ladrillo y exteriormente viene decorada en la parte superior de los muros con una franja de motivos romboidales enmarcada por frisos de esquinillas, sobre las que se alza el alero sujeto por modillones en voladizo. 
Fue ascendida de categoría a "colegiata" pero El Pilar se quejó (debido a que cobraban menos impuestos) y la Santa Sede le quitó esta categoría pero dejándoles construir la Casa de la Abadía a cambio.
Actualmente se encuentra cerrada por ruinas desde 2007, esperando a entrar en los presupuestos para algún año ya que muchas fechas han sido anunciadas pero ninguna se ha llevado a cabo, la próxima fecha parece ser a principios de 2012, pero mientras tanto, la Iglesia se cae y el muro en el que está sostenida, se cae sobre las casas colindantes, habrá que ver si las obras se realizan, o, antes acaba como el Castillo ducal a pocos metros de esta, en ruinas.